# Communauté Intercommunale des Villes Solidaires
Die Communauté Intercommunale des Villes Solidaires (CIVIS) ist ein Gemeindeverband mit der Rechtsform einer Communauté d’agglomération im französischen Überseedépartement Réunion. Sie wurde am 26. Dezember 2002 gegründet und umfasst sechs Gemeinden. Der Verwaltungssitz befindet sich im Ort Saint-Pierre.

## Mitgliedsgemeinden
| Gemeinde                                        | Einwohner 1. Januar 2022 | Fläche km² | Dichte Einw./km² | Code INSEE | Postleitzahl |
| ----------------------------------------------- | ------------------------ | ---------- | ---------------- | ---------- | ------------ |
| Cilaos                                          | 5.215                    | 84,40      | 62               | 97424      | 97413        |
| L’Étang-Salé                                    | 14.329                   | 38,65      | 371              | 97404      | 97427        |
| Les Avirons                                     | 11.445                   | 26,27      | 436              | 97401      | 97425        |
| Petite-Île                                      | 12.920                   | 33,93      | 381              | 97405      | 97480        |
| Saint-Louis                                     | 54.478                   | 98,90      | 551              | 97414      | 97421, 97450 |
| Saint-Pierre                                    | 85.254                   | 95,99      | 888              | 97416      | 97410        |
| Communauté Intercommunale des Villes Solidaires | 183.641                  | 378,14     | 486              | –          | –            |